# ألفريد إينوك
ألفريد لويس أينوخ 2 ديسمبر 1988 في وستمنستر، لندن، المملكة المتحدة، ابن الممثل الإنجليزي ويليام راسل (وليام روسل إينوك) والطبيبة البرازيلية بالبينا جوتيريز.
عُرف بدور دين توماس في هاري بوتر وحجر الساحر (2001)، هاري بوتر وحجرة الأسرار (2002)، هاري بوتر وسجين أزكابان (2004)، هاري بوتر وكأس النار (2005)، هاري بوتر وجماعة العنقاء (2007)، هاري بوتر والامير الهجين (2009)، وهاري بوتر والأقداس المهلكة: الجزء 2 (2011). وفي الآونة الأخيرة، فقد لعب دور Philotus في تيمون أثينا (2012)، وتيتوس Lartius في كوريولانوس (2013-2014)، من كتابات ويليام شكسبير، ومثلها على مسرح دونمار. كما عرف بدوره في مسلسل كيف تفلت بجريمة قتل تحت مسمى ويس.

## وصلات خارجية
- ألفريد إينوك على موقع IMDb (الإنجليزية)
- ألفريد إينوك على موقع ألو سيني (الفرنسية)
- ألفريد إينوك على موقع أول موفي (الإنجليزية)
- ألفريد إينوك على موقع قاعدة بيانات الأفلام السويدية (السويدية)
- ألفريد إينوك على موقع قاعدة بيانات الفيلم (الإنجليزية)
- ألفريد إينوك على موقع كينوبويسك (الروسية)